# Historie platebních karet
Historie platebních karet začala v USA. V roce 1914 se zrodily věrnostní platební karty, roku 1950 byla vyrobena první univerzální platební karta. Od 60. let se pak začaly stále ve větší míře uplatňovat významné technické inovace.

## Starší historie platebních karet

### Zrození platební karty
Ke vzniku platebních karet stejně jako ke vzniku mnoha jiných vynálezů vedla potřeba vyřešit nějaký problém. Kolébkou tohoto vynálezu byly Spojené státy americké. Přispěl k tomu především rychlý rozvoj obchodu směrem na západ kontinentu, kam se v 19. století stěhovalo stále více lidí. Lidé se od sebe postupně více a více vzdalovali a rostla poptávka po osobní a nákladní přepravě a doručování kurýrních zásilek. Největší dopravní společnosti této doby byly Livingston, Fargo & Co. a Wells & Co. a Butterfly & Wasson. V roce 1850 se tyto společnosti spojily v jedinou – American Express Company. Mezi jejich nejvýznamnější klienty patřily banky. S příchodem Zlaté horečky se objem přepravovaných peněz a vzdálenosti ještě znásobily. Společnost American Express Co. do roku 1900 založila 2800 poboček a délka tras dosáhla na 38000 mil. Dále byly roku 1864 s vynálezem telegrafu poprvé převedeny peníze pomocí telegrafu.
Dalším vynálezem byly cestovní šeky. Vynalezl je Thomas Cook, majitel stejnojmenné cestovní kanceláře. Svým zákazníkům prodával Hotel Coupons – hotelové poukázky na platbu ubytování v Evropě. Ty později nahradily The Circular Notes – pomocí nichž si klient mohl navíc vybrat hotovost v místní měně ve smluvních bankovních a hotelových směnárnách. O několik let později zavedla cestovní šeky s názvem The Travellers Cheque společnost American Express.
Dalším platební alternativou byly poštovní poukázky, které měly zajišťovat převody peněz, výplaty penzí apod., ale byly snadno padělatelné. Úspěch pak zaznamenaly až nepadělatelné poštovní poukázky společnosti Amex (oficiální zkratka American Express). Dalším přiblížením k dnešní platební kartě byly kovové úvěrové mince Metal Charge Coins. Tyto mince vydávali obchodníci svým stálým zákazníkům a ti je používali vždy, když u sebe neměli hotovost. Při platbě se prokázali známkou se svým číslem a znakem, případně názvem obchodu, a útrata jim byla připsána na jakýsi úvěrový účet s jejich číslem. Tyto mince se zažily pod názvem Metal Coins nebo Shopers Plate a používaly se až do 50. let 20. století. Jiné obchody svým zákazníkům nabízely úvěrové nebo šekové knížky, z nichž zákazník při placení jednoduše vytrhal útržky s požadovanou hodnotou.
První opravdové předchůdce karet vydal Amex roku 1892. Karty byly papírové a při prokázání se získal zákazník bezplatné nebo slevněné služby. První karta dostupná pro širší veřejnost byla vydána roku 1914 společností Western Union Telegraph Company a zákazník měl možnost s ní telefonovat a zasílat telegramy. Vyúčtování mu přišlo vždy na konci měsíce. Karta měla zákazníka přimět k častějšímu využívání služeb dané společnosti, odtud název věrnostní platební karty. Rostoucí konkurence v roce 1910 přiměla obchodní řetězec Sears Roebuck nabídnout svým zákazníkům prodej na splátky – systém „Charge-it“ (Připište mi to na účet.). Tento systém se postupně rozrůstal a roku 1924 jej nabídla první síť čerpacích stanic – General Petroleum Corporation of California. Tato Courtesy Card sloužila pro placení pohonných hmot, náhradních dílů a služeb a obměňovala se po 3 měsících. Systém jinak nazývaný „Buy now, pay later“ se dále rozšiřoval a používalo ho více než polovina čerpacích stanic v Americe.
Roku 1928 zavedly některé firmy plechové karty charge plates podobné identifikačním štítkům americké armády, bylo na nich vyraženo jméno klienta a číslo karty, které se při placení otiskly pomocí mechanického pákového snímače – imprinteru a kopírovacího papíru na prodejní doklad. Brzy zavedlo Charge Card několik skupin obchodníků, kteří si své karty navzájem uznávali. Skupina Retail Service Bureau v Seattlu spojovala okolo 1000 obchodů. Karty lákají zákazníky ke stále většímu utrácení a nákupům na splátky, které zastavila až Velká hospodářská krize roku 1929. Charge Cards se znovu objevily na konci 30. let.
První celostátní Charge Card, která sloužila k placení letenek pro služební cesty byla Air Credit Card. Za Velké hospodářské krize kupovali 90% letenek obchodníci a manažeři. Letecké společnosti tedy měly velký zájem na přilákání i dalších podobných zákazníků. Roku 1936 přišlo 6 amerických leteckých společností s projektem UATP (Universal Air Travel Plan) – zavedení úvěrové karty pro obchodní cestující. Za zálohu 425 USD získali klienti kredit 2x250 USD. Nejstarším členem skupiny byly American Airlines.
Rozvoj platebních karet přerušila druhá světová válka. Roku 1941 omezila americká vláda čerpání spotřebních úvěrů, jež odčerpávaly zdroje potřebné pro vedení války (Regulation W). Po válce byly opět zavedeny úvěrové karty čerpacích stanic a některé železniční společnosti znovu nabídly cestujícím své úvěrové karty. Jízdu si bylo možno objednat i telefonicky. Roku 1948 se karty UATP staly mezinárodně platné jako první na světě.

### První večeře
Roku 1950 byla vyrobena první univerzální platební karta. S myšlenkou proč by lidé měli být omezeni hotovostí, kterou mají zrovna u sebe přišel Frank McNamara poté, co se mu v restauraci stala nepříjemnost kvůli zapomenuté peněžence. Na základě toho založil klub Diners Club. Klub vydával svým členům úvěrové karty pro placení v restauracích, které s klubem uzavřely smlouvu. Klub ručil za závazky svých členů, splácel předložené účty a měsíčně zasílal svým členům výpis transakcí, které měl člen do 14 dnů uhradit. Spolu s kartou byl zaveden poplatek Merchant Discount Charge, který platil obchodník klubu a sdílel tak s ním určité náklady, na druhou stranu klub obchodníkovi zaručoval bezpečnost. Dále byl zaveden roční poplatek za vydání a správu karty. Poprvé kartu Diners Club předložil McNamara po večeři v oné restauraci, kde se mu onehdy stala nepříjemnost. Tento akt se nazývá First Dinner. Do roku 1951 měl Diners Club 35 000 členů a jeho karty přijímalo 285 restaurací. Seznam restaurací byl sepsán do malé brožurky, aktualizoval se pomocí inzerce v novinách, až později Diners Club začal vydávat svůj vlastní časopis. V této době nebyly ošetřeny záležitosti ohledně ztrát a krádeží karet, karta neměla horní limit čerpání a tak se po 3 letech společnost ocitla ve ztrátě. Tuto ztrátu se rozhodla financovat menší banka Sterlink Bank, teprve později, kdy se podnikání Diners Clubu dobře rozvíjelo, se začaly zapojovat banky větší. V této době Diners Club skoupil svoji konkurenci: Trip-Charge a Sheraton Central Credit Corporation.
Roku 1947 byla vyvinuta nejstarší forma bankovní karty ve Flatbush National Bank – systém Charge-It. Jednalo se o papírový doklad, který sloužil k placení v místní síti obchodů. Byl pouze k placení, nesloužil k čerpání úvěru. První bankovní platební kartu vydala Franklin National Bank. Karta nazvaná Franklin Charge Plan nesla jméno svého držitele a výši limitu. Tuto kartu banka vydávala pouze důvěryhodným klientům, platby klient hradil buď do 30, 60 nebo 90 dnů, záleželo na typu smlouvy. Při placení se vždy u banky telefonicky ověřovalo finanční krytí. Během let 1953 a 1954 vydalo platební kartu asi stovka bank, roku 1957 ji vydávalo pouze 27 bank. Mnohé banky utrpěly velké ztráty kvůli nezkušenostem a přestaly tuto službu poskytovat. Jedním z prvních úspěšných projektů byl Midland Shoper Credit Service poskytovaný Marine Midland Bank v Buffalu. V této době odmítla American Bankers Association platební karty považovat za bankovní produkt ale hlavním důvodem byla obava z nezávislosti klientů na úředních hodinách a vysoké provozní náklady.
V 60. letech se Diners Club stal ikonou a platební karty byly velmi oblíbené i u herců Hollywoodu. Na druhou stranu byly karty stále bojkotovány čerpacími stanicemi, které přijímaly pouze svoje karty a leteckými společnostmi, které karty neakceptovaly vůbec. Jedinou společností, která karty Diners Club přijímala, byla Western Airlines.
Rok 1958 přinesl projekty CarteBlanche, American Express a BankAmericard. První karta American Express byla vydána na podzim roku 1958, byla z papíru a měla fialovou barvu. O rok později se začaly z bezpečnostních důvodů vydávat karty z plastu. Karta měla značný úspěch, přesto byl první čtyři roky projekt ztrátový, hlavně pro nedisciplinovanost klientů, kteří nespláceli úvěry. Zisku dosáhla firma až roku 1962 díky politice George Waterse, který vynakládal tlak na neplatící klienty, zavedl nové provozní postupy a zvýšil roční poplatky.
Carte Blanche je francouzský výraz pro dokument, kterým jedna osoba dává právo druhé doplnit text nebo částku na podepsaný papír – tím chtěla dát společnost důraz na důvěru. Karta byla určena pro špičkovou klientelu. Na trh byla uvedena společností Hilton Hotel Corporation. Poplatky byly nižší než u konkurence a kvůli neuvážlivému výběru klientů a neefektivnímu zúčtovacímu systému společnost vykazovala dlouhodobé ztráty. Proto byla prodána dceřiné společnosti First National City Bank of NY (dnes Citibank).
V 60. letech se Diners Club snažil rozšířit svůj trh spoluprací s bankami. V roce 1965 se Československo stalo první zemí Sovětského bloku, kde byly akceptovány platební karty (první platba proběhla dne 24. října 1968 za služby v pražské pobočce Čedoku). V roce 1967 již bylo možno karty Diners Club používat ve 130 zemích světa.
Bank of America byla touto dobou největší a nejúspěšnější bankou a již od 30. let byla vedoucí bankou v oblasti poskytování úvěrů. V roce 1958 se rozhodla svůj úvěrový obchod ještě zlepšit. Založila oddělení pro vymáhání pohledávek, zavedla nové postupy pro schvalování úvěrových limitů. Ze začátku docházelo k obrovským podvodům – karty byly kradeny rovnou z výroby, a dokonce i obchodníci spolupracovali se zákazníky a podváděli Bank of America. Zloději platili kartou vždy menší částky pod limitem, které se nemusely telefonicky ověřovat a tak dokázali delší dobu unikat. Ze ztrát se banka dostává až roku 1961 a roku 1962 již vykazuje zisk 12,7 mil. USD.
Kolébkou platebních karet v Evropě bylo Spojené království spolu s Francií a Švédskem. První kreditní kartu roku 1951 vydala společnost Finders Service. Existovaly zde také šeky na pohonné hmoty, nazývané Fuel Checks, které zavedla v roce 1954 německá firma DKV ve spolupráci se sítí čerpacích stanic Esso na významných mezinárodních silnicích v Západním Německu.

### Vzestup bankovních karet
Ostatní americké banky se na kartové systémy dívaly značně skepticky – jak by mohly karty provozovat se ziskem, když i velké banky měly problémy? Až po úspěchu BankAmericard začaly mít opět zájem na jejich zavedení. MasterCard, původně známá jako MasterCharge, byla vytvořeno z několika bank v Kalifornii jako konkurence BankAmericard vydané Bank of America, která se později stala známou jako Visa kreditní karty vydané společností Visa Inc. První velké projekty byly projekty Continental Bank a Bank of Chicago v roce 1965. Obecně v 60. letech měly kartové projekty chyby – banky neověřovaly totožnost klienta, klientům zasílaly i více karet, podle toho z kolika získaných databází měly jeho adresu, karty posílaly bez žádosti, třeba i dětem a tak vykazovaly velké ztráty. Celkově ztráty vzniklé nekoncepčním zaváděním platebních karet činily v té době u amerických bank asi 115,5 mil. USD. Roku 1966 koupila First National City Bank podíl CarteBlanche a v Chicagu došlo k dalšímu zneužití karet: padělání, krádežím a problémům kvůli nedokonalým bezpečnostním opatřením. Navíc podle McFaddenova zákona nesměly banky působit po celé Americe, ale jen na území svého sídelního státu, což bylo omezující v obchodu. Dále obchodníci přijímali jen větší kartové systémy kvůli komplikacím s provozem. Banky proto začaly uvažovat o společném systému s více bankami. V jednotlivých státech by existovala tzv. zúčtovací centra, na ně by byly napojené přidružené banky, které by vydávaly karty a získávaly provizi za získávání obchodníků. V USA později vznikly 3 asociace: Midwest Bank Card Association (sdružení 4 chicagských bank), Eastern States Bankcard Association (3 NY banky) a California Bankcard Association s projektem karty MasterCharge. Do této asociace se postupně chtěly připojit i nekalifornské banky a tak se asociace přejmenovala na Western States Bankcard Association. Na východním pobřeží vznikla Interbank Card Association, jejímž hlavním iniciátorem byla Marine Midland Bank. ICA byla prvním úspěšným projektem bankovní asociace. Po náročných jednáních se ICA nakonec spojila s WCA a vytvořila tak systém karet, který pokrýval celé Spojené státy. Banky sdružené v asociacích měly stále tendenci k individualismu a bránily se společné jednotné značce, kterou se roku 1967 stane Master Charge. Obchodní karty v té době postupně ztrácely svůj význam na trhu.
Evropa se ke kartám stavěla vzhledem k situaci na americkém trhu negativně, ale nakonec je přijala, v závislosti na podmínkách jednotlivých států. První plastovou identifikační kartu vydala pravděpodobně v roce 1965 britská National Provincial Bank. První mezinárodní platební kartu vydala v témže roce Westminster Bank. BarclayBank koupila jako první neamerická banka licenci od BankAmericard – tzv. Barclaycard. American Express zahájil vydávání platebních karet v Evropě v roce 1963. Kreditní karta EuroCard vznikla spojením dvou konkurujících si karet Riksort a British Hotel and Restaurant Association. V roce 1969 uzavřel EuroCard strategické partnerství s americkou asociací Interbank (Master Charge). Ve Francii roku 1967 vydala Societé Marseillase de Crédit děrné štítky k výběrům hotovosti z prvních bankomatů. Další společnosti ve Francii byly Eurocard France a mezibankovní skupina Carte Bleue.
V Japonsku první kreditní kartu vydala společnost Nippon Diners Club v roce 1960. V roce 1961 vznikla soplečnost OCB (Osaka Credit Bureau) a po vzoru amerického AmExu založila jedna z vedoucích japonských bank Sanwa Bank JCB (Japan Credit Bureau).

## Moderní historie platebních karet

### Nástup nových technologií
Významné technologické inovace se začaly stále ve větší míře uplatňovat od 60. let a právě v této a ještě v následující dekádě 70. let zažívá platební karta nejmarkantnější přerody.
Úvodním předělem byl přechod z papírových účtenek na mechanické imprintery Adressograph stejnojmenné společnosti. Mechanizace zápisu byla nutná především z důvodu nečitelnosti údajů jako datum či cena nákupu, které vyplňoval obchodník do účtenky ručně.

#### Magnetický proužek
Opravdový zlom v historii platební karty však představuje použití magnetického proužku jako nosiče klientských dat. Magnetický proužek byl vynalezen už v roce 1878, avšak až společnost IBM ho dokázala aplikovat tak, aby byl schopen nést statická data o klientovi na prvních dvou stopách a dále přepisovatelná data, jako např. zůstatky na kontě a provedené transakce, na třetí stopě. Přes počáteční nedokonalosti, jako lehkou padělatelnost, se časem podařilo magnetický proužek upravit tak, aby mohl bezpečně nést všechna nezbytná data o uživateli. Jako ochranné prvky fungovaly v pozdějším období podpisový řádek, fotografie uživatele či osobní identifikační kód PIN. První karta s magnetickým proužkem byla vydána v roce 1969, jednalo se o kartu Air Travel Card. O pouhé 4 roky později bylo již proužkem vybaveno plných 85% všech platebních karet.

#### Bankomat
Přelomovým vynálezem, jenž otevřel platební kartě nové možnosti, se stal bankomat. Jednalo se o první počítačový přístroj používaný laiky, neboli širokou veřejností. Za otce bankomatu je považován Brit John Shepherd-Barron, ředitel De la rue instruments. Jeho myšlenkou bylo umožnit výplatu hotovosti „skrz zeď“ a vyřešit tak krátké otevírací doby bank. První tzv. Cash Dispencer byl zprovozněn 27. 6. 1967 v Barclays Bank v londýnském Enfieldu. Na vytvoření bezpečnostních mechanismů se podílela i britská tajná služba MI5. Američané mají zase svého vynálezce Dona Wetzela, jenž přišel s myšlenkou bankomatu jako „automatického pokladního“.

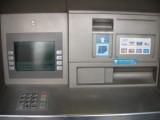
Bankomat

Dědečkové dnešních sofistikovaných bankomatů fungovaly na principu mechanických otočných válců s nápisy Vložte kartu a Odeberte peníze, z nějž vycházely bankovky poskládané v obálkách. Klient si však nejprve musel na přepážce vyzvednout jednorázový děrovaný štítek společně s PINem. PIN se postupně dostal z děrovaných štítků i na magnetický proužek použitím složité techniky kryptologie, využívané do té doby armádou ke kódování informací. V počátcích viděla veřejnost ve způsobu výběru hotovosti z bankomatu spíše komplikaci, nežli usnadnění. Navíc obálky často při výběru hotovosti uvízly uvnitř přístroje. V roce 1972 zavedla Lloyds Bank první on-line bankomat (tzv. Cash point) připojený trvale na bankovní informační systém a četl karty s magnetickým proužkem, což vyžadovalo použití nejmodernějšího šifrovacího algoritmu DES (Data Encryption Standard) vyvinutého společností IBM v roce 1979, když bankomaty začala masověji využívat Citibank s cílem dosáhnout výrazného snížení provozních nákladů a zvýšení úrovně bankovních služeb. Vzhledem k sofistikovanosti technologie potřebné k výrobě a provozu bankomatů si 80% trhu výrobců bankomatů rozdělily společnosti NCR a Diebold-Nixdorf. S příchodem on-line bankomatů se prakticky přestaly používat off-line bankomaty pracující výhradně s daty z magnetického proužku karet a ověřování u ní probíhalo jen několikrát za den, což s sebou neslo bankám s rostoucím objemem provedených transakcí stále větší komplikace. On-line verze byla schopna ověřit průběh transakcí a zůstatek na kontě díky stálému připojení k centrálnímu systém během několika sekund.
Na počátku 80. let vznikly dvě známé bankomatové sítě a sice Cirrus International a Plus (obě zal. 1982) Obě výrazně pomohly propojit mnohé do té doby separované bankomatové sítě – v roce 1982 existovalo v USA 20 bankomatových sítí propojujících asi 30000 bankomatů, tj. 15% celkového počtu. O 10 let později, v roce 1992, už jich bylo bankomatovými sítěmi propojeno 90000, tedy asi 90%. V roce 1992 byla síť Plus odkoupena společností VISA, Cirrus putovala ve stejném roce do rukou MasterCard.
S popularizací bankomatů se postupně začaly převažovat karty vyráběné z plastu (především PVC) spíše než z plechu či tuhého papíru. Později pak byly v 80. letech vytvořeny odolnější druhy plastu tvrzené karbohydronátem, zvyšující jejich životnost. Na odolnou vrstvu mohl navíc být nanesen i hologram, karty se navíc díky novým technologiím mohly vyrábět např. i průhledné či se zrcadlovým nebo duhovým efektem.

#### Čip
Důležitou událostí se stala aplikace převratné francouzské technologie čipové karty do bankovnictví v roce 1974. Začal tak postupný dodnes trvající proces nahrazování magnetických platebních karet „chytrými kartami“ vybavenými čipem. Za otce čipových karet je považován Francouz Roland Moreno. Jeho technologii použila společnost Carte Bleue na vytvoření elektronické peněženky sloužící k placení parkovného v Lyonu. Čipové karty s mikroprocesorem použil např. i France Telecom na své telefonní karty. American Express (AmEx) představil kartu Smart Centurion se službou automatického nahlášení popř. odhlášení (auto check-in/check-out) v hotelech a na letištích. Uchytily se i předplatní a dárkové karty (fungující jako digitální předplatné např. na dopravu a dárkové poukázky). Systém předplatních karet fungoval i pro neklienty – stačilo si uložit v bance peníze, které bylo třeba nabít jako předplatné. Banky nejprve předplatní karty nabízely obchodníkům a ti pak následně svým zákazníkům. Vzrostl také počet obchodních míst akceptujících elektronické peněženky. Zajímavým cestovním doplňkem se stala karta Travelcard, určená k hrazení výdajů spojených s výjezdy do zahraničí.

### Nové konkurenceschopné druhy karet
V roce 1973 došlo k výraznému přelomu, když Marquette Bank z Minnesoty zavedla poplatek 10 USD/rok za držení platební karty. Do té doby vydávaly banky karty zdarma, což mělo často za následek výrazné ztráty. Poplatkem se Marquette Bank podařilo zbavit ztrátových klientů a eliminovat ztrátu. Od počátku 80. let se stává trh platebních karet stále nasycenějším a karetní společnosti tak musí přicházet na trh s novými konkurenceschopnějšími produkty. VISA i MasterCard přicházejí v roce 1981 s nabídkou zlaté karty pro vážené klienty, vsází tak na americký pocit prestiže, elitářství. MasterCard přichází v roce 1985 s kartou Business SilverCard' pro malé a střední podniky. Výrobci taktéž sází na design karet a dávají prostor zákazníkovým představám o užitém umění na přední straně karty. S revolučním produktem přišel v roce 1985 řetězec obchodních domů Sears, když vydal svou DiscoverCard, nabízející majiteli funkci „Cashback“, neboli 1% slevu z každého nákupu. Během jednoho roku získal tento projekt v USA 12 milionů klientů.

#### Prestižní karty
Banky si vždy snažily udržet si významné klienty čerpající větší úvěry a proto jim začala v době, kdy se začal trh kreditních karet zaplňovat a konkurence rostla, vydávat nové prestižní produkty spojené s různými službami či výhodami. První takovou kartou byla v roce 1966 Zlatá AmEx, později se k ní připojily i zlaté karty společností MasterCard a VISA. Karty však byly vydávány příliš širokému kruhu zájemců a tím zlaté karty devalvovaly, již tedy zdaleka nebyly tak exkluzivní. Proto v roce 1984 AmEx představil exkluzivní platinovou kartu pro bonitní zákazníky, aby tak mohl lépe konkurovat zlatým kartám VISA a MasterCard. Poplatek činil 300 USD/rok, avšak na oplátku banka zaručovala nepřetržitou klientskou linku, pojištění a další služby. Platinové karty zavedly i společnosti MasterCard a VISA, ale až s odstupem v roce 1996. Maximální finanční limit těchto karet byl 10000 USD.
V zápalu soupeření o klienty vydala v roce 1994 společnost Europay International kartu Signia, ještě prestižnější než karty platinové a s širší nabídkou exkluzivních služeb. Klientův podpis byl na kartě vypálen laserem. Partner Europay, MasterCard, vydal obdobnou kartu MasterCard World. Z obou produktů vytvořili oba partneři MasterCard World Signia, kartu umožňující vstup do luxusních letištních salónků, zajišťující nepřetržitou klientskou linku, tzv. concierge services (s cestováním spojené služby) a další nadstandardní služby. VISA zareagovala opožděně v roce 1999 kartou VISA Signature Card, poskytující mimo jiné např. garantované parkovací místo na letišti, Diners Club představil kartu Diners Club Carte Blanche. Tyto karty bývají nazývány „Ultimate Cards“. Za vrchol prestižních karet je však právem považována American Express Centurion Card, již si nebylo možné objednat, byla nabízena klientům s ročním objemem transakcí minimálně 100000 USD/rok. Roční poplatek činil 1000 USD, od roku 2002 dokonce 2500 USD. Přestože americké banky stále více vsázely na poskytování úvěrů jako na nejvýnosnější bankovní aktivitu, avšak s příchodem na evropský trh začalo být jasné, že s jejich rostoucím počtem budou platební karty jako bankovní produkt představovat stále významnější zlomek bankovních zisků. Acquiring začal nabírat nové rozměry i díky novým technologiím platebních terminálů.

#### Debetní karty
Platební terminály výrazně usnadnily nejen placení kreditní kartou, ale napomohly též vzniku nového platebního nástroje, debetní karty. Představuje doplněk k bankovnímu účtu a na rozdíl od kreditní karty k ní banka majiteli karty nenabízí úvěr k hrazení transakcí. První ryze debetní kartu zavedla pravděpodobně Arizona Bank v roce 1976. Nejprve však tento produkt narážel na nedostatečný ohlas. Veřejnost vnímala debetní kartu jen jako náhradu šeků, u nichž navíc nebylo třeba platit transakční poplatek. Výraznějšího využití dosáhla až se snížením poplatků za debetní karty a širší nabídkou těchto karet. V roce 1983 VISA vydala VISA Check Card, kartu fungující jako šek, a později ještě 3 debetní karty; VISA Debit, Electron a Interlink. Daleko většího úspěchu dosáhla společnost MasterCard s debetními kartami MasterMoney a Master Debit (od roku 1988). Záměrem MasterCard, ve spolupráci s EuroCard, bylo vytvořit celosvětovou on-line debetní kartu ověřovanou PINem a podpisem. Vznikla tak karta Maestro, uvedená na americký trh v roce 1991, a o rok později Maestro International. Pro ilustraci rostoucí obliby: Mezi lety 1998 (445 mil. klientů) a 2002 (723 mil. klientů) vzrostl počet obchodů přijímající debetní karty z 2,7 na 6,3 miliony s asi 2,2 miliardami transakcemi.

#### Kobrandované a affinitní karty
Vydavatelé platebních karet se na nasyceném trhu 90. let hodlali koncentrovat na udržení si starých a získání nových klientů, čehož se dalo takticky dosáhnout především nabídkou lepší 'individuální péče každému zákazníkovi či strategickou volbou atraktivních produktů. První krok na této cestě udělaly v roce 1986 Marine Midland Bank společně s Continental Airlines vytvořením kobrandované karty.
S kobrandovanou (co-branded) kartou je spojen záměr bankovních subjektů oživit přeplněný trh. Vydavatelé karet vytvoří kartu pro partnerskou společnost a umístí na ni jak značku svou, tak značku partnera (co- = spolu, brand = značka). Z této kooperace těží obě strany: Vydavatel karty (banka) získává přes partnera přístup k novým potenciálním klientům a partner naopak může využívat technického zázemí banky. Partnery bývají nejčastěji čerpací stanice, letecké společnosti, automobilové závody atd. Na rozdíl od karty affinitní je většinou cílový držitel karty vydané bankou současně úspěšným klientem partnerské společnosti a užíváním platební karty získává určité slevy či výhody.
Affinitní karty vydávají banky především ve spolupráci s nekonkurenčními subjekty, tj. zájmovými nebo charitativními organizacemi. Zmíněnou spoluprací si banka slibuje získat určitou cílovou skupinu, jež je spojena daným povoláním nebo zájmem. Typickým příkladem je partnerství vydavatelů karet s univerzitami a vysokými školami, kdy se banka snaží oslovit studenty jako konkrétní skupinu. Banka se ale též může zaměřit na skupinu lidí s určitým přesvědčením, jedná se např. o ochranu zvířat. Pro ilustraci, tento krok podnikla bankovní společnost MBNA s kartou Ducks Unlimited MasterCard, propagující ochranu divokých kachen, nebo Bank of Scotland se svým programem na přemístění slonů, které ze svých zisků sponzorovala.

#### Další karty
Existuje i několik nových druhů karet nabízející různé úzce specifikované služby. MasterCard představil kartu Corporate, jež pomáhá lépe sledovat náklady na dopravu, ubytování aj., umožňuje tak nepřímo i snižovat náklady. Výhodou tzv. Purchasing Card je zjednodušování procedur nákupů zboží a též snižuje náklady vzniklé fakturováním až o 70%. Distribution Card je zase vhodná pro placení menších dodávek mezi firmami, vyniká hlavně vyšší bezpečností než šeky.